# Chiesa dei Santi Filippo e Giacomo a Ferruccia
La pieve dei Santi Filippo e Giacomo alla Ferruccia è una chiesa di origine medievale che si trova nella frazione di Quarrata, in provincia di Pistoia.

## Descrizione
La facciata della chiesa è a capanna, con un frontone cuspidato e due lesene in stile romanico alle estremità; il portone è sormontato da una lunetta che ospita un mosaico raffigurante la Vergine Maria. 
L'interno, di forma rettangolare, presenta un soffitto in travi di legno laccate di bianco dominato da un ottagono azzurrino con al centro un rosone dorato. Ai lati delle due navate sono ospitati gli altari minori e sopra di essi si aprono delle monofore. Il presbiterio su cui si trova l'altare maggiore è separato dall'aula mediante una balaustra in marmo. In controfacciata è disposta la cantoria che accoglie l'organo.

## Storia
La prima notizia sulla chiesa arriva da un atto del 1357, firmato dai parrocchiani e operai dei Santi Giacomo e Filippo a Vignole, riguardante la permuta di alcune terre.
Inizialmente la chiesa era indicata nel paese di Vignole in quanto il toponimo Ferruccia non si era ancora definito stabilmente, nonostante ci fosse già una località chiamata Sancto di Mona Ferruccia. Secondo il geografo toscano Emanuele Repetti, la località Sancto di Mona Ferruccia era legata ad una figura femminile, monna Ferruccia. Egli scrive di aver rintracciato presso l'Archivio Vescovile di Pistoia una carta risalente al 7 dicembre 1385 in cui il testatore scriveva di voler essere seppellito nella chiesa de' SS. Filippo e Iacopo detta lo Santo di Monna Ferruccia nel territorio di Vignole.
Nel 1447 nella relazione della visita pastorale di Donato dei Medici il nome della chiesa compare nella forma definitiva di "Chiesa dei Santi Filippo e Giacomo della Ferruccia".
Il patrimonio della chiesa a fine Trecento è documentato da un elenco di beni trascritti in una visita pastorale avvenuta nel 1383 e da una croce e un calice oggi conservati presso il Museo Nazionale del Bargello di Firenze. Un dipinto su tavola, realizzato nel 1426 dal Maestro della Cappella Bracciolini, originariamente appartenuto alla chiesa, è attualmente conservato al Museo di Belle Arti di Budapest. L'opera, che è stata conservata per oltre due secoli prima nella sagrestia e poi nella canonica, è un trittico che raffigura al centro la Vergine col Bambino e quattro angeli, con ai lati i Santi Filippo, Giacomo, Stefano e Giovanni Battista, mentre in alto entro quadrilobi emergono due Sante a mezzo busto. In basso compaiono la data di realizzazione e il nome del rettore, il presbitero Vannino di Popiglio. Un'antica foto scattata all'opera nell'Ottocento mostra una predella, oggi dispersa, in cui erano dipinte varie scene con episodi riferiti al martirio dei Santi raffigurati nei pannelli superiori, e una Pietà al centro.
Con la fine del Cinquecento e gli inizi del secolo successivo, vengono effettuati una serie di interventi per proteggere la chiesa e la piazza prospiciente dalle esondazioni del fiume Ombrone che si trova nelle vicinanze. In aggiunta vengono eseguiti lavori che riguardano la canonica, la sagrestia e la nuova "muraglia". All'interno dell'edificio vengono realizzati un pergamo e un muro per chiudere la tribuna.
Nel 1620 fuori dalla chiesa vengono poste le fondamenta di un portico, mentre all'interno, 10 anni dopo, viene costruito un nuovo altare di pietra dedicato a San Rocco. Sopra l'altare viene collocato il dipinto, conservato ancora oggi sul posto, che raffigura i Santi Rocco, Sebastiano e Gregorio papa; tra il 1636 e il 1637 vengono costruiti gli altari dell'Annunziata, di Sant'Antonio e di Santa Maria Maddalena, seguendo il modello dell'altare offerto a San Rocco.
Nel 1674 la chiesa della Ferruccia viene separata dalla chiesa di San Michele a Vignole a causa di una serie di contrasti dovuti al prestigio che la Ferruccia aveva ottenuto dopo il riconoscimento di pieve. Vari interventi nel corso degli anni interessano gli altari e il fonte battesimale che subisce alcuni spostamenti prima di trovare l'attuale collocazione all'inizio della navata di sinistra. La zona del presbiterio è delimitata da una balaustra in pietra con due confessionali, mentre ai lati dell'altare maggiore sono presenti due porte con cornice di pietra; quella di sinistra conduce alla sagrestia, disposta sotto il campanile a torre, quella di destra è un armadio. L'altare maggiore è staccato dal muro, alla romana, ed è decorato con tre putti in gesso.
Nel 1737 Francesco Arrighi, per le nicchie sopra le porte, realizza le statue in stucco dei Santi Filippo e Giacomo. Nel 1748 lo scalpellino Antonio Giuseppe Piovanini realizza le mostre per due nuovi confessionali che vengono posizionati lungo le pareti ai lati. Nel 1758 l'Alamanni fa inserire le reliquie dentro l'armadio di destra dell'altare maggiore, e lo rinnova con un rivestimento di seta e con la costruzione di gradini dorati. 
Negli ultimi anni del Settecento, con la nomina del nuovo vescovo di Pistoia, in diocesi avvengono numerosi cambiamenti strutturali. La chiesa si allunga inglobando il portico esterno e vengono realizzate nuove finestre con vetri impiombati; la porta degli uomini, la porta laterale attraverso la quale gli uomini entravano in chiesa separatamente dalle donne, che si trova all'entrata della chiesa sulla sinistra, subisce una modifica in termini di dimensioni, dato lo spazio ottenuto dal trasferimento degli altari di San Rocco e della Santissima Annunziata.
L'assetto rimane poi invariato fino alla visita pastorale del vescovo Enrico Bindi avvenuta nel 1870, che affida al pievano don Gaspare Ceccarelli il compito di dare una ripulitina alla chiesa, la quale è con la canonica in buono stato. Da qui la sistemazione della cantoria in controfacciata, il restauro dell'organo che era stato accordato per cura di casa Baldi, il pulpito e il soffitto a cassettoni intervallato da tre dipinti ottagonali raffiguranti rispettivamente lo Spirito Santo, i Santi Titolari con Dio Padre, e una scritta commemorativa dell'evento con la data, 1875.
Il costo dei lavori porta la chiesa a oberarsi di debiti che risarcirà con la vendita del calice e della croce ora conservati al Bargello, con la vendita del trittico del Maestro della Cappella Bracciolini, e con una serie di questue annuali. 
Nel 1899 la chiesa dei Santi Filippo e Giacomo della Ferruccia partecipa con cinque oggetti all'esposizione d'arte sacra tenutasi a Pistoia ricevendo un diploma con l'onorificenza di terza classe.

## Museo d'arte sacra
Il Museo della chiesa dei Santi Filippo e Giacomo alla Ferruccia nasce all'interno di una iniziativa auspicata dal Pievano Don Enrico Petrelli sin dall'inizio degli anni Settanta del Novecento.
Il Museo è stato infine realizzato dai comuni di Quarrata e Agliana assieme alla Sovrintendenza per i Beni Artistici e inaugurato il giorno Sabato 30 Settembre 2000.
La raccolta non è concepita esclusivamente come testimonianza della memoria locale, ma soprattutto come luogo in cui gli oggetti di culto possano recuperare la loro identità. Si caratterizza, pertanto, per la sua funzione didattica nella volontà di illustrare il significato simbolico e rituale degli oggetti esposti.
Il museo si articola entro tre locali situati al primo piano della canonica.
La prima sala contiene sei vetrine, nelle quali sono stati sistemati parati, piviali, pianete e camici riconducibili ai secoli XVII, XVIII e XIX. La pianeta più antica, risalente al XVI secolo, proviene da Firenze ed è un broccatello con due trame di galloni tessuti in seta gialla, motivo a losanghe e fondo in tela di lino rosa, cerata. Dalla Francia nel 1760 arrivano una pianeta e due piviali di taffetas cangiante broccato con motivo "a meandro".
La seconda sala accoglie tre vetrine destinate alla devozione per la Vergine Maria. All'entrata sulla parete di destra è esposta la vetrina della Madonna col Bambino, riconducibile alla prima metà del XVIII secolo. Sulla parete di sinistra due vetrine mostrano, rispettivamente, due corone in argento e un abito femminile ad uso liturgico completo di corpetto, gonna e scarpe collocabili ai primi anni Sessanta del XVIII secolo. L'abito, utilizzato per vestire una statua della Madonna del Rosario, ha subito interventi di restauro prima del suo allestimento a causa delle sue condizioni non ottime al momento del suo ritrovamento. La terza e ultima vetrina offre la presentazione di una scultura in cartapesta dipinta del Bambino Gesù in fasce, anch'esso databile alla prima metà del XVIII secolo.
Lungo il corridoio che porta all'ultima sala, sono presenti quattordici lumiere da parete in legno intagliato e dorato di manifattura toscana degli inizi dell'Ottocento e una serie di reliquiari lignei tra cui il Reliquiario di San Venanzio, datato al 1696 (come mostra la parte interna del coperchio).
Nella terza sala è esposto un paliotto, databile agli inizi del Seicento, in velluto tagliato di seta rosso cremisi ricamato in argento lamellare, oro lamellare e filato, canutiglia d’argento e d’oro, sete policrome, raso di seta bianca dipinto a tempera e gros de Tour di seta gialla, bianca e verde.
Oltre agli arredi sacri di pertinenza della chiesa, la terza sala ospita un leggio in legno intagliato e dorato, costituito da un sistema di volute ad andamento concavo convesso, legate da infiorescenze e foglie d’acanto e caratterizzato dalla presenza di testine angeliche. L’opera, di manifattura toscana, è riportabile alla metà del XVIII secolo.
Dalle manifatture fiorentine invece provengono una pisside del 1752 e tre calici, uno datato 1692, gli altri al secondo quarto e all'ottavo decennio del XVII secolo. I calici sono costituiti da argento sbalzato, cesellato, bulinato, inciso e parzialmente dorato con parti a fusione.

## Dipinti
I dipinti presenti nella chiesa dei Santi Filippo e Giacomo sono i seguenti:
- La Madonna col Bambino, San Domenico, San Antonio Abate, San Rocco e San Francesco di autore ignoto del XVIII secolo[23]
- Le nozze mistiche di Santa Caterina e Santa Maria Maddalena di Pietro Paolo Lippi del 1646[24][18]
- Assunzione della Vergine di Giovanni Martinelli del XVII secolo[25]
- Il crocifisso, con la Vergine Maria, Santa Caterina d'Alessandria, San Giovanni Evangelista, San Antonio Abate e Santa Maria Maddalena di Antonio Puglieschi del 1712 circa[26]
- Il crocifisso, San Rocco, San Sebastiano e San Gregorio di autore ignoto del 1637.[27]